# 工藤重矩
工藤 重矩（くどう しげのり、1946年9月17日-　）は、国文学者。学位は、文学博士（論文博士・1994年）（学位論文「平安朝律令社会の文学」）。福岡教育大学名誉教授。

## 略歴
大分県生まれ。九州大学法文学部国文科卒、1974年同大学院文学研究科国文学博士課程単位取得退学、九州大学助手。
1975年福岡教育大学講師、助教授、1988年教授、1992-1997年福岡教育大学附属小倉小学校校長併任。1994年「平安朝律令社会の文学」で九州大学より文学博士の学位を取得。2004-06年福岡教育大学副学長・附属図書館長、2006-08年教育学部長。2010年定年退官、名誉教授。

## 著書
- 『平安朝律令社会の文学』ぺりかん社 1993
- 『平安朝の結婚制度と文学』風間書房 1994
- 『平安朝和歌漢詩文新考 継承と批判』風間書房 2000
- 『源氏物語の婚姻と和歌解釈』風間書房 2009
- 『源氏物語の結婚 平安朝の婚姻制度と恋愛譚』中公新書 2012
- 『平安朝文学と儒教の文学観 源氏物語を読む意義を求めて』笠間書院 2014

### 校注
- 『校本馬内侍集と総索引』福井迪子,田尻英三共編 笠間書院 笠間索引叢刊 1972
- 藤原顕輔撰『詞花和歌集』校注「新日本古典文学大系」岩波書店 1989。新訂 岩波文庫 2020
- 『後撰和歌集』校注 和泉書院 和泉古典叢書 1982

## 論文
- Cinii